# Mats Kettilmundsson

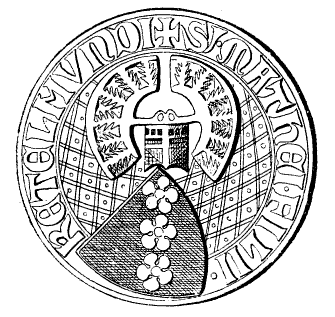
Moneta z czasów władcy

Mats Kettilmundsson (ur. zapewne ok. 1280, zm. 11 maja 1326 roku w Turku) – regent Królestwa Szwecji od 27 czerwca 1318 do 8 lipca 1319 roku.
Nieznana jest jego data urodzenia, wiadomo jednak, że nie pochodził z żadnej królewskiej dynastii, ale ze szlachty z Upplandii. Pierwsze wzmianki o nim pochodzą z 1299 i 1301 roku, kiedy brał udział w wyprawach marszałka królewskiego Torgilsa Knutssona do Finlandii i Karelii, szczególnie wsławił się obroną twierdzy Landskrona przed Nowogrodzianami.
W 1306 roku był już rycerzem księcia Eryka Magnussona i uczestniczy w porwaniu jego brata, króla Birgera I Magnussona. W 1318 roku jest już tytułowany drots (wysoka pozycja w administracji, związana przede wszystkim z sądownictwem) i rikshøvedsmann (ważny dowódca wojskowy), tytuły te posiadał przez rok.
W grudniu 1317 roku król Birger I zaprosił na ucztę swych braci Eryka i Waldemara, a następnie uwięził ich i zagłodził, obawiając się ich rosnącej siły i tego, że syn Eryka Magnus Eriksson został dziedzicem Królestwa Norwegii. Spowodowało to bunt poddanych, w którym kluczową rolę odegrał Mats, i wygnanie Birgera I w czerwcu 1318. Wkrótce zgromadzenie w Uppsali, złożone z duchowieństwa i szlachty, wybrało trzyletniego Magnusa Erikssona na króla, a Matsa na regenta. Silną pozycję, podobną do królowej-matki miała matka nowo obranego monarchy, Ingeborg Hakonsdatter, jego sojuszniczka. Regencja trwała rok i 11 dni, do momentu, gdy tytuł formalnie obrała Ingeborga.
Mats wciąż pozostał na znaczącej pozycji, choć już bez tytułu drots i regenta. Odnowił zamek w Turku. 12 sierpnia 1323 roku wynegocjował z Nowogrodzianami pokój ze Szlisselburga (wówczas: Pähkinäsaari), który zakończył wojnę i ustalił granicę między państwami.
W 1324 roku został kapitanem Finlandii, gdzie sprawował faktyczną władzę na terenach Finlandii Południowo-Zachodniej, Satakunta i Uusimaa. Zmarł dwa lata później.